# Jacques de Meulles
Jacques de Meulles est une personnalité française qui fut intendant de la Nouvelle-France (1682–1686). Il meurt en mai 1703, probablement à Orléans en France. 

## Biographie
Jacques de Meulles devient intendant de la Nouvelle-France grâce à une alliance matrimoniale avec la fille de Michel Bégon, ce qui le rapproche de la famille des Colbert. Alors que son beau-frère, Michel Bégon (du même nom que son père) allait être nommé à la place de Jacques Duchesneau, Jean-Baptiste Colbert se ravise et nomme ce dernier aux Antilles, tandis qu'il décide de nommer Jacques de Meulles à l'intendance de la Nouvelle-France. Jacques s'embarque pour la Nouvelle-France à La Rochelle en même temps que Le Febvre de La Barre, le nouveau Gouverneur général de la Nouvelle-France. Colbert et Louis XIV veulent à tout prix éviter de nouvelles querelles intestines entre le gouverneur et l'intendant, comme celles qui eurent cours du temps de Frontenac et Duchesneau. Une fois arrivés en Nouvelle-France, de Meulles et Le Febvre de La Barre se laissent convaincre de lancer une expédition au lac Ontario. L'enjeu consiste à protéger le commerce des Français et de leurs alliés autochtones, menacé par les Iroquois, eux-mêmes soutenus par les Anglais.

Sur le plan interne, de Meulles lutte contre la corruption au sein du système judiciaire. Il met aussi en place un ingénieux système monétaire qui pallie le manque ponctuel de capitaux dans la colonie et permet de payer la solde des troupes : la monnaie de carte, premier papier-monnaie des Amériques.

Si ses relations avec Monseigneur de Laval furent dès le début excellentes, celles avec le gouverneur Le Febvre de La Barre se détériorèrent après seulement quelques mois d'entente.

## Hommages
Une rue a été nommée en son honneur dans la ville de Québec en 1917.